# Sant Marçal (Rosselló)
Sant Marçal (['samməɾ'sal], en francès Saint-Marsal) és un poble, cap de la comuna del mateix nom, de 93 habitants el 2013, de la comarca del Rosselló, a la Catalunya del Nord.
Està situat al límit amb el Vallespir i el Conflent, cosa que fa que a vegades s'assigni a aquestes altres comarques. El nom prové del primer propietari i fundador de la vila, Marçal. Més tard es consagrà l'església a Sant Marçal i la família senyorial del lloc prengué el cognom de Santmarçal.
Aquest terme és conegut a tot el Rosselló mercès a una cançó popular. Cançó tradicional rossellonesa : "A Sant Marçal a prop de la Bastida vivia un pobre capellà. Menjava poc, de tant en tant un crostó de pa. Un bon dia prop de l'ermitatge una gallina va passar. Li va torcir el coll, la va fer bullir i se la menjar. Llamp que te fot que es millor que trumfes. Llamp que te fot que es millor que pa per sopar."

## Etimologia
Si bé el nom primitiu procedia d'un antropònim romà, Mansaldi, propietari fundador de la vil·la de la qual sorgí el poble; segons alguns documents, la consagració de la seva parròquia a sant Marçal cristianitzà el topònim en la forma actual.

## Geografia

### Localització i característiques generals del terme

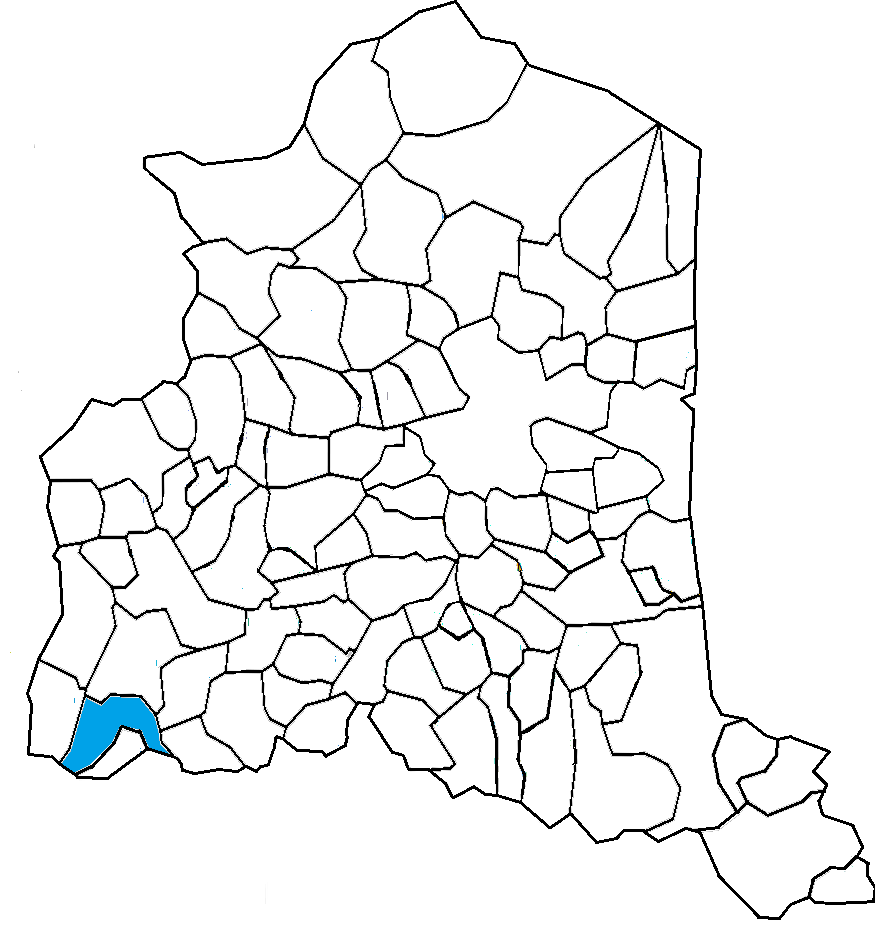
Situació de la comuna de Sant Marçal respecte del Rosselló

La comuna de Sant Marçal, de 153.600 hectàrees d'extensió, és a prop de l'extrem sud-oest de la subcomarca dels Aspres, així com de la del Rosselló, en una zona de relleu muntanyós i trencat, cobert de boscs i de garrigues. És al límit amb la comarca del Vallespir. La comuna es troba a la divisòria d'aigües del Tet i del Tec: el sector oest i nord-oest del terme duu les aigües al Bulès, afluent del primer, mentre que la resta del terme les duu a la Ribera Ampla, que ho és del segon.
El terme comunal de Sant Marçal té forma, aproximada, d'U invertida, de manera que abraça bona part del terme de Teulís. Conté un sol nucli de població i uns quants masos dispersos, la majoria deshabitats o només utilitzats com a segona residència estival.
El bosc ocupa la major part del terme comunal. Hi destaca el Bosc Comunal de Sant Marçal, situat a l'estrem sud-oest del terme comunal, a la zona pertanyent als contraforts del Canigó.
Termes municipals limítrofs:
|            | Prunet i Bellpuig |                 |
| La Bastida |                   | Calmella        |
| Cortsaví   | Teulís            | Tellet Montboló |

### El poble de Sant Marçal

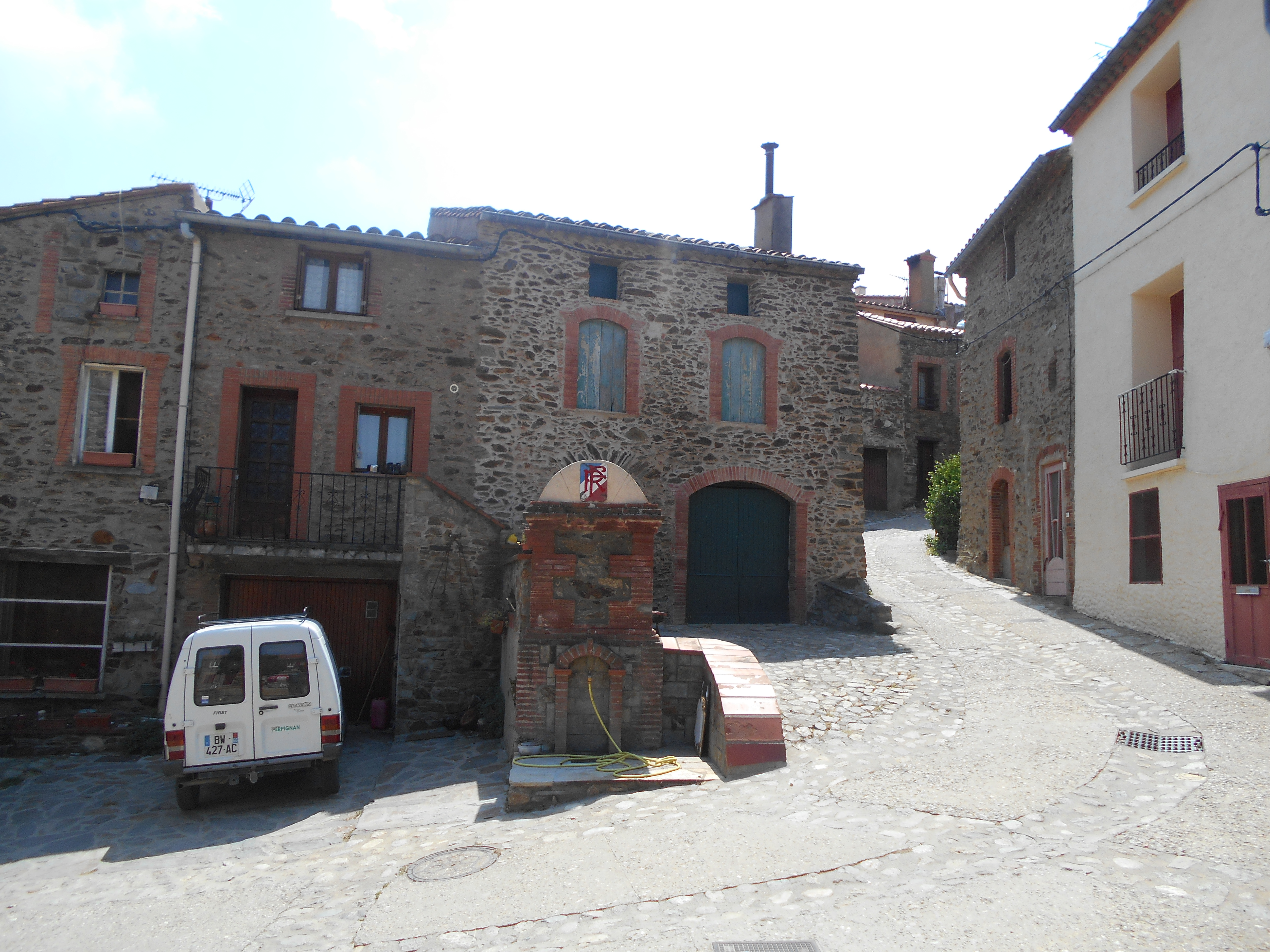
Carrers del poble vell

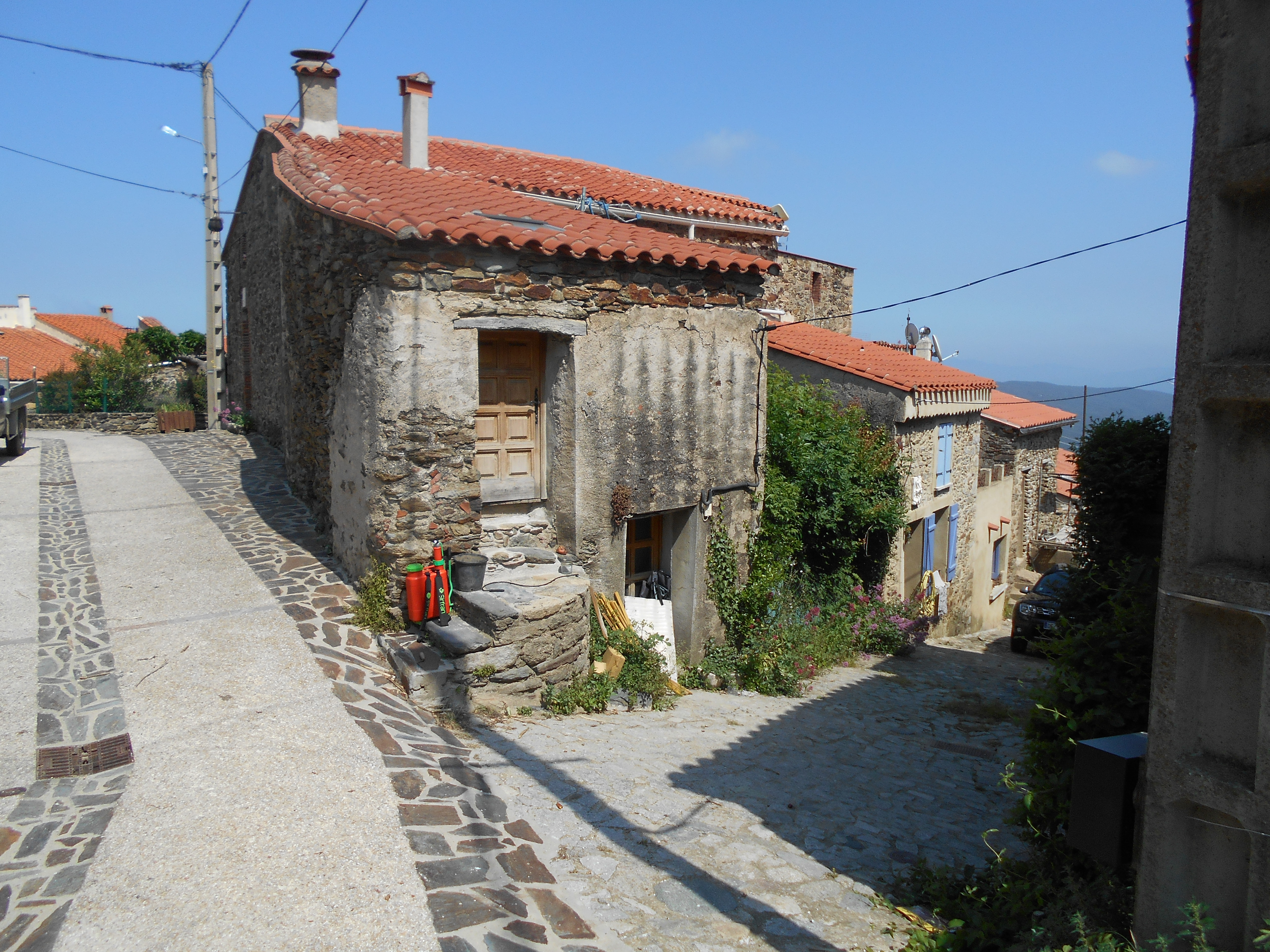
Una cantonada del poble vell

Situat en un coll entre el Serrat de la Fustera, a ponent, i el Serrat de les Forques, a llevant, el poble nasqué a partir de la cellera formada al voltant de l'església de Sant Marçal, que resta, amb el cementiri, en el seu extrem nord-oest. El poble va estar fortificat, a la Baixa Edat Mitjana.
També hi ha en el punt més elevat del poble alguns vestigis del Castell de Sant Marçal. A partir del nucli inicial amb l'església i el castell esmentats, el poble anà davallant cap al coll abans esmentat. És un poble costerut, amb molts de carrers amb forts pendents.

### Els masos del terme
Les construccions aïllades del terme de Sant Marçal són Cal, o Can, Follet, Can Bigorra, o Can Guerra, Can Blau, Can Gelís, Can Magí, abans Can Farrall, Can Martinot, Can Peret del Bac, Can Socàs, Can Vila, el Casot de les Vinyes de l'Aucell, el Còrrec (un mas), el Cortal de Can Gelís, el Cortal de Can Magí, el Cortal de la Peira Manela, el Cortal de l'Era de la Manela, abans Cortal d'en Llença, el Cortal de l'Oratori, la Farga, la Gleva, o Mas de la Gleva, el Mas de la Guilla, el Mas del Comte, el Mas del Coquiner, o, senzillament, el Coquiner, el Mas del Gat, el Mas del Perri, el Mas del Teixó, el Mas d'en Gener, el Mas Nou, el Masot, el Molí de la Parada, el Molí del Follet, el Molí d'en Bigorra, o de la Farga, el Molí d'en Just, el Molí d'en Vilà, l'Oratori (un mas), la Pallera de Can Gener, abans Cortal d'en Vernedes, la Parada, amb les restes de l'església romànica de Sant Pere de la Parada, i el Pou de Florentí. Desapareguts són la Barraca d'en Godall, la Caseta, el Cortal d'en Manent, el Cotell, o Can Bassa (en ruïnes), el Mas del Caudi, el Mas del Pou, o d'en Guix, la Mesoneta (en ruïnes), el Molí de Can Peret (també en ruïnes), el Molí d'en Noell i la Teuleria. Esment a part mereixen el calvari del Crist, el calvari de la Santa Creu i el Dolmen de l'Oratori, els Dòlmens del Serrat de les Fonts.

### Els cursos d'aigua
Hidrogràficament, el terme comunal de Sant Marçal és majoritàriament tributari de la Ribera Ampla, per tant vallespirenc, a excepció de l'extrem de ponent, per on discorre, fent de termenal, el Bulès, riu de la conca de la Tet, rossellonès. En aquest darrer cas, a més, l'aportació del terme de Sant Marçal és tot just els vessants de llevant, de la dreta del Bulès. Aflueixen en aquest riu el Còrrec de la Font, el de la Fatjosa, el Còrrec sense nom, el Còrrec de Can Vaquer, el de l'Argenteria, el de la Llosa, el de l'Artigaire, el de Can Peret, el del Follet, el de Gorg de Truites (dos de paral·lels i convergents) i el del Mas Soquet.
La Ribera Ampla discorre per l'extrem de llevant del terme, marcant el termenal amb Tellet, però just a l'extrem sud-est del terme rep per la dreta la Ribera de Sant Marçal (també anomenada Ribera de Teulís), que gairebé tot el seu recorregut és termenal amb Teulís. La Ribera Ampla, dins del terme de Sant Marçal, rep per la dreta (ponent) l'afluència de la Ribera del Mas del Comte, que aporta les aigües -quan plou- dels còrrecs de la Jaceta, de la Font, del Perri, de la Devesa, d'en Boix, de la Font del Comte, del Mas, del Puig Nalt, de la Teuleria, de Gener, del Camp de la Pau, del Camp Llarg, del Camp de Sant Pere i de la Xalada del Costó.
La Ribera de Sant Marçal es forma al sud-oest del poble de Sant Marçal, al límit amb el terme de Teulís, per la unió del Calbell, que ve del sud-oest i fa quasi sempre de termenal amb aquesta darrera comuna, amb el Còrrec de Costa Rosta, que duu l'aportació del del Mas Nou. El Calbell recull els còrrecs de Fontfreda, del Calbell i del Falguer. Ja com a Ribera de Sant Marçal rep, sempre per l'esquerra (nord) els còrrecs dels Noguers, format pels del Carreller i pel Còrrec Fosc, el de les Postes, el del Roure Curt, el d'en Guisset i els de la Parada (dos de paral·lels).
Diverses fonts es troben en el terme de Sant Marçal: la Font de la Torre, la del Mas del Comte, la d'en Farrall, la d'en Pla, la Font Freda i la Font Rovillosa, a més d'altres fonts sense nom.
Finalment, a la vall del Bulès hi ha alguns recs: el Rec, el Rec del Molí de Can Peret, el del Molí de la Farga, el del Molí de la Parada i el del Molí del Follet.

### El relleu
Els topònims ens indiquen de forma clara el relleu de Sant Marçal. Així, hi trobem obagues: el Bac, el Bac de Can Vila i el Bac del Comte; colls: la Collada de Cal Gat, la Collada del Pou, la la Collada del Pou d'Avall, la Collada de la Torre de Batera, el Coll de la Bena i el Coll de Porta; plans: Pla d'Avall, Pla de l'Abellar i Pla de les Eugues; muntanyes: Puig del Còrrec, Puig Nalt i Puig Roig; serres i serrats: Serrat de Fontfreda, Serrat de la Fustera, Serrat de les Fonts, Serrat de les Forques, Serrat de Pedres Blanques i Serrat Llapiner.

### El terme comunal
Les partides i llocs específics de Sant Marçal són: l'Argenteria, la Barraca d'en Godall, Batera, les Burgueres, el Camp del Pla, Can Badó, Can Gener, Can Martinot, Can Peret del Bac, Can Socàs, Can Vila, Can Vilar, el Carraller, les Closes, o les Escloses, la Collada de Cal Gat, la Collada del Pou, la Collada del Pou d'Avall, el Coll de la Bena, el Comte, el Còrrec, el Còrrec Fosc, Costa de Gall, el Costó, el Cotell, la Cova de Molló, les Esquerdes, la Farga, Font Rovillosa, la Gleva, el Gorg de Truites, el Mas de la Guilla, el Mas del, o d'en, Follet, el Mas del Teixó, el Mas d'en Bigorra, el Mas d'en Gelís, el Mas d'en Guerra, el Mas Nou, l'Oratori, la Parada, el Perri, el Pou, el Pou de Florentí, Rojal, Roc del Queret, el Roquet, Roure Curt, les Saleres d'en Boix i les Vinyes de Teulís. Hi ha diversos senyals termenals, com la Creu d'en Farall, la Creu d'en Pigall, Fita de la Collada de la Torre de Batera, el Puig de la Creu d'en Farrall.

## Transports i comunicacions

### Carreteres
Travessa el terme de Sant Marçal una única carreteres, que passa pel nucli principal de població. És la D - 618 (N - 116, a Bulaternera - Els Banys d'Arles), que arriba a Sant Marçal procedent del nord, del terme de Prunet i Bellpuig i se'n va pel sud-oest cap a Teulís; com que discorre per la zona muntanyosa dels Aspres, és una carretera difícil, plena de revolts. En direcció nord, passa per la Trinitat de Bellpuig (4,5 quilòmetres), Bula d'Amunt (11,2) i Bulaternera (24). En direcció sud, passa Teulís (16,6), Palaldà (35,7) i els Banys d'Arles (37,3).

### Transport públic col·lectiu
De Sant Marçal estant només cal comptar amb el TAD, el Transport a la demanda. Funciona únicament els diumenges i dies festius, i s'ha de sol·licitar per telèfon el dia abans.

### Ferrovia minera
Havia existit en el terme de Sant Marçal un camí de ferro miner, ara convertit en camí, que unia la mina dels Menerots amb l'Estació minera de Formentera, en terme de Montboló, passant per l'extrem meridional del de Sant Marçal.

### Els camins del terme
Uns quants dels camins de Sant Marçal serveixen per a connectar el poble i el seu terme amb els altres veïns, com el Camí de Batera a Arles, el Camí de Batera, de Bellpuig, o Camí Ramader, el Camí de Bellpuig, el Camí de Ceret, el de Cortsaví, el de la Bastida, el de Serramitjà, el de Teulís, el de Teulís a Calmella, el d'Oms, el Camí Vell de Ceret, des de Teulís, la Ruta de Bellpuig, la Ruta de la Bastida i la Ruta dels Banys. D'altres camins són interns del terme propi: Camí de Batera, de Can Follet, de Can Peret, de Can Socàs, Camí de Ferro de la Pinosa, o de Batera, Camí de Florentí, de la Parada, del Còrrec, del Mas Cremat, del Mas d'en Gelís, del Mas Nou, del Molí de la Farga, del Molí del Follet i la Ruta del Vinyer.

## Activitats econòmiques
L'activitat econòmica que es manté a Sant Marçal està basada sobretot en el sector primari: no arriben a deu les explotacions agrícoles, amb un total de poc més de 250 hectàrees. Quasi la mateixa extensió tenen els prats, però l'activitat ramadera està estancada des de fa anys en uns 500 caps de bestiar. Una sola hectàrea es dedica a la vinya, tres als fruiters, amb pomeres i presseguers, i dos a hortalisses i fruits primerencs.

## Història

### Prehistòria
L'existència de tres dòlmens en ruïnes a ponent del poble (entre el Serrat de les Fonts i l'Oratori), així com de moltes roques gravades amb creus i talls, comporta una ocupació molt antiga del territori.

### Edat mitjana
Se cita documentalment per primer cop Sant Marçal el 869, sota la forma villare Mansaldi (el poblet de Mansald), antropònim germànic. 300 anys més tard, perduda la memòria d'aquest Mansald, es va convertit en hagiotopònim: nom de sant, en honor de sant Marcial de Llemotges: un text del 1198 ja cita la força de Sancti Marcialis, i els senyors del lloc es cognominen de Sant Marçal. El 1344, l'església és citada com a ecclesia Sancti Marcialis de Sancto Marciali. Així, entre 1264 i 1278 està documentat Bernat Marçal, el 1282, Ramon de Santmarçal, i Bernat de Santmarçal, majordom de l'infant Ferran de Mallorca. Un fill seu, Arnau de Santmarçal, morí sense descendents legítims, i la senyoria de Sant Marçal passà per compra a Francesc de Perellós, qui la transmeté al seu fill Ramon. Al segle xv fou empenyorada a la família Comelles, d'Arles. Més tard encara passà per les mans de Guillem de Caramany, qui hagué de restituir-la el 1493.
El primer text conegut, ja esmentat, és un précepte del rei Carles el Calb en el qual concedeix els poblets de Mansald i de Prunet al seu fidel Dodon, en recompensa dels seus serveis. Hi ha una notable manca de documentació fins a inicis del segle xv, però els historiadors han relligat Sant Marçal amb la parròquia propera de Sant Pere de la Serra (La Trinitat de Bellpuig. El 1403 encara se cita la seva església com a annex de Sant-Pere de la Serra. Per això és possible que Sant-Marçal hagi depès, com Prunet i Bellpuig, dels vescomtes de Castelnou, cosa que no l'hauria impedit de tenir els seus senyors i castlans o carlans propis, com la família noble anomenada de Sant Marçal, que senyorejà el poble del segle xiii fins a mitjan segle xiv. En aquesta època, el poble estava fortificat (una forcia hi és esmentada des del 1198. Posseïa la seva pròpia església, bastida fora de la cellera, així com del seu propi castell (castell de Sent Merçal, 1359). S'hi comptaven prop d'un centenar d'habitants (23 focs el 1365). Cal tenir en compte que diversos documents mostren que els Templers hi tenien també drets, a Sant Marçal, als segles xiii i xiv.

### Edat Moderna
A principis del segle xvi era senyora de Sant Marçal Margarida, muller de Pere Auger, que la transmeté al seu fill Joan. Anys més tard, aquest darrer la va vendre a Joan Delpàs, doctor en dret i burgès de Perpinyà, els descendents del qual conservaren la Baronia de Sant Marçal (erigida en marquesat el 1727) fins a la Revolució.

### Edat Contemporània
El poble comptava 423 habitants a finals del segle xviii. Aquests darrers patien visiblement els rigors del clima i de l'absència de bones terres, com destaca el Cahier de doléances del 1789, on els representants de la població es planyien que es trobaven gravats d'imposicions exorbitants pel poc de terres de què gaudien, terres molt devastades, ja sigui per inundacions, per la inclemència de les diferents estacions, en un temps en què més de la meitat d'aquest territori de Sant Marçal era posseït per estrangers que no influeixen en res al desenvolupament dels habitants d'aquesta comunitat.
Això no va impedir que la població cresqués durant la primera meitat del segle xix, fins a assolir 617 habitants el 1851. L'èxode rural, de primer moderat, va esdevenir molt important després de la primera guerra mundial, on es va depassar per sota els 400 habitants, i sobretot després de la segona, on s'arriba a 184 habitants el 1944, després a 77 el 1990. El poble, molt despoblat a l'ivern, recupera la vida al bon temps (nombroses residències secundàries i aportació turística).

## Demografia

### Demografia antiga
La població està expressada en nombre de focs (f) o d'habitants (h)
| 1365 | 1378 | 1470 | 1515 | 1553 | 1643 | 1709 | 1720 | 1730 | 1767  | 1774  | 1789  | 1790 |
| 23 f | 20 f | 8 f  | 11 f | 23 f | 30 f | 60 f | 85 f | 98 f | 410 h | 100 f | 100 f | 92 f |

Font: Pélissier 1986
Nota :
- 1720: Bellpuig, del terme veí de Prunet i Bellpuig va ser comptat amb Sant Marçal.

### Demografia contemporània
| Evolució de la població |      |      |      |      |      |      |      |      |
| 1793                    | 1800 | 1806 | 1821 | 1831 | 1836 | 1841 | 1846 | 1851 |
| 457                     | 423  | 538  | 577  | 608  | 573  | 603  | 602  | 617  |

| 1856 | 1861 | 1866 | 1872 | 1876 | 1881 | 1886 | 1891 | 1896 |
| ---- | ---- | ---- | ---- | ---- | ---- | ---- | ---- | ---- |
| 554  | 487  | 515  | 532  | 518  | 501  | 490  | 508  | 438  |

| 1901 | 1906 | 1911 | 1921 | 1926 | 1931 | 1936 | 1946 | 1954 |
| ---- | ---- | ---- | ---- | ---- | ---- | ---- | ---- | ---- |
| 444  | 436  | 407  | 328  | 284  | 246  | 232  | 184  | 164  |

| 1962 | 1968 | 1975 | 1982 | 1990 | 1999 | 2007 | 2008 | 2012 |
| ---- | ---- | ---- | ---- | ---- | ---- | ---- | ---- | ---- |
| 135  | 117  | 108  | 104  | 77   | 85   | 103  | 101  | 91   |

| 2013 |
| ---- |
| 93   |

Fonts: Ldh/EHESS/Cassini fins al 1999, després INSEE a partir deL 2004

### Evolució de la població

Població 1962-2008

## Administració i política

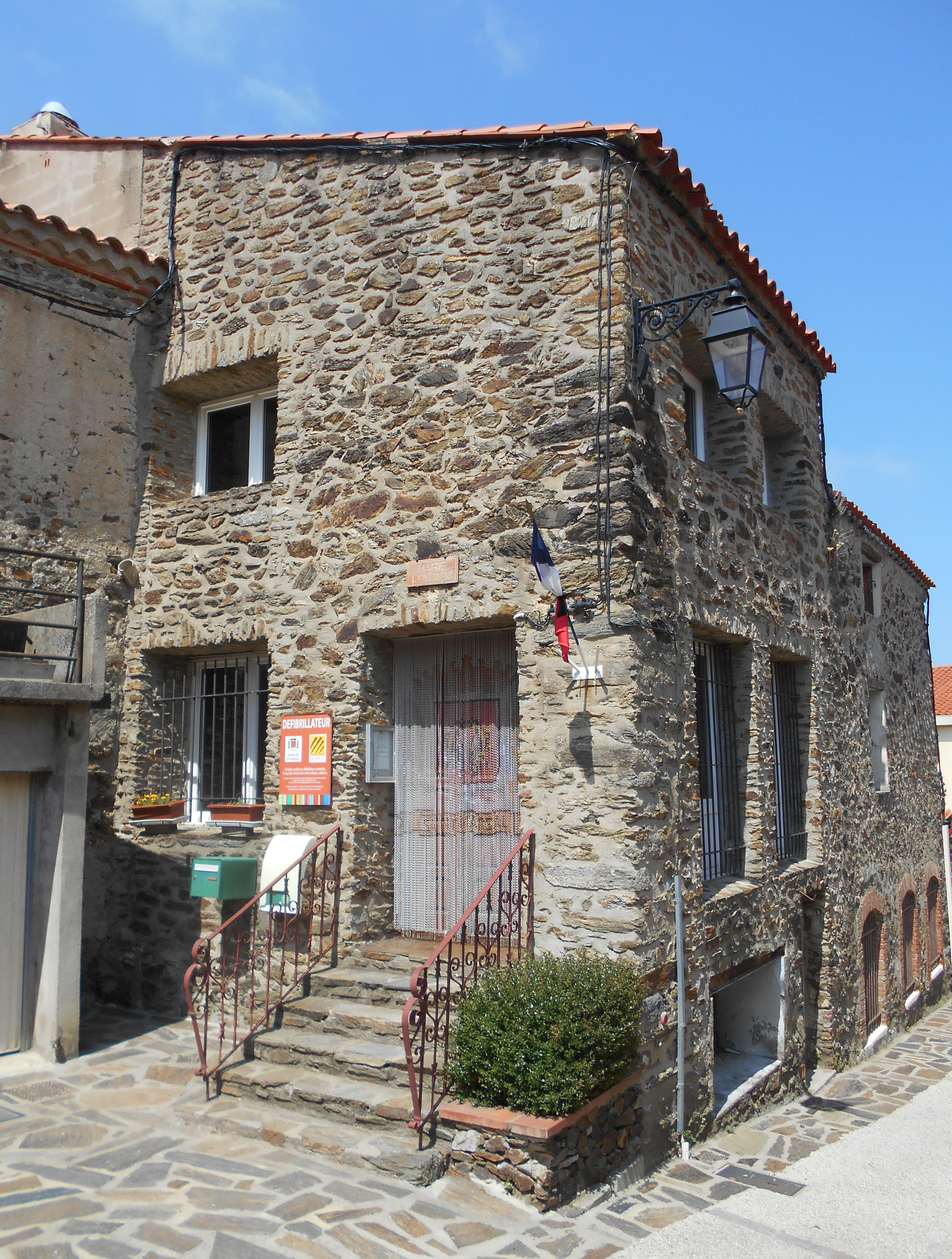
La Casa del Comú

### Batlles[6]
| Període                       | Nom                 | Opció política | Comentaris |
| ----------------------------- | ------------------- | -------------- | ---------- |
| 1892 - 1909                   | Abdon Male          |                |            |
| 1909 - 1914                   | Henri Lluanci       |                |            |
| 1914 - 1919                   | François Ricard     |                |            |
| 1919 - 1925                   | Constant Coste      |                |            |
| 1925 - 1935                   | François Clopes     |                |            |
| 1935 - 1944                   | Constant Coste      |                |            |
| 1944 - 1965                   | Michel Coste        |                |            |
| 1965 - 1983                   | Marcel Maynéris     |                |            |
| 1983 - 1984                   | Jean-Claude Batifol |                |            |
| 1984 - Març del 1989          | Arnaud Martinez     |                |            |
| Març del 1989 - Març del 2001 | Louis Puigsegur     |                |            |
| Març del 2001 - Març del 2008 | René Coste          |                |            |
| març del 2008 - Març del 2014 | Marguerite Dagues   |                |            |
| març del 2014 - Moment actual | Louis Puigsegur     |                |            |

### Legislatura 2014 - 2020

#### Batlle
- Louis Puigsegur.

#### Adjunts al batlle[7]
- 1r:
- 2n: .

#### Consellers municipals
- Martine Babylon
- René Coste
- Louis Deprez
- Jean-Jacques Llabour
- Patricia Pabon
- Flore Selles.

### Adscripció cantonal

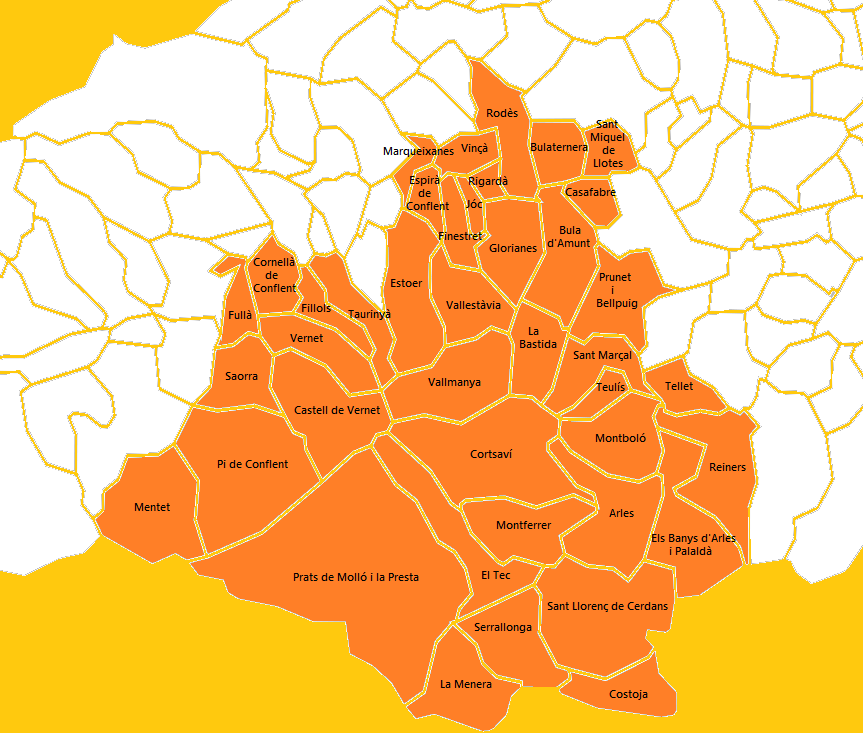
Mapa del Cantó del Canigó

A les eleccions cantonals del 2015 Sant Marçal ha estat inclòs en el cantó número 2, denominat El Canigó, amb capitalitat al poble dels Banys d'Arles, de la comuna dels Banys i Palaldà. Està format per les viles d'Arles, Prats de Molló i la Presta, Sant Llorenç de Cerdans, del Vallespir, i Vinçà, del Rosselló, i els pobles del Conflent de Castell de Vernet, Cornellà de Conflent, Espirà de Conflent, Estoer, Fillols, Finestret, Fullà, Glorianes, Jóc, Marqueixanes, Mentet, Pi de Conflent, Rigardà, Rodès, Saorra, Taurinyà, Vallestàvia, Vallmanya i Vernet, els del Rosselló de la Bastida, Bula d'Amunt, Bulaternera, Casafabre, Prunet i Bellpuig, Sant Marçal, Sant Miquel de Llotes, Tellet i Teulís, i els del Vallespir dels Banys i Palaldà, Cortsaví, Costoja, la Menera, Montboló, Montferrer, Reiners, Serrallonga i el Tec forma part del cantó número 2, del Canigó (nova agrupació de comunes fruit de la reestructuració cantonal feta amb motiu de les eleccions cantonals i departamentals del 2015). Són conselleres per aquest cantó Ségolène Neuville i Alexandre Reynal, tots dos del Partit Socialista francès.

## Ensenyament i Cultura

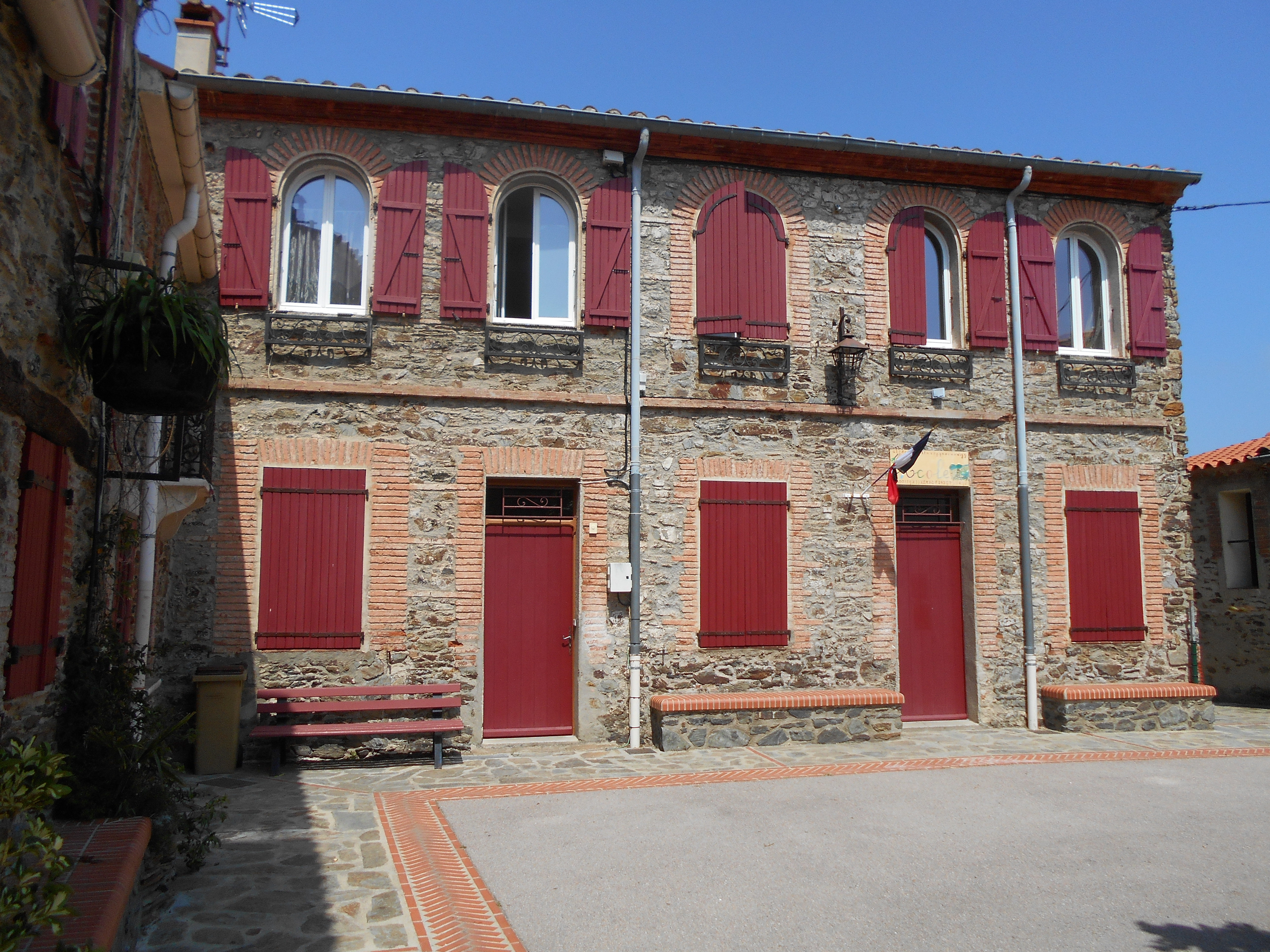
L'escola

Sant Marçal disposa d'un sol establiment escolar: l'Escola Maternal i Primària de Sant Marçal. Per als estudis secundaris, els nois i noies de Sant Marçal poden anar a continuar els seus estudis a Arles, Ceret, Illa, Prada, Tuïr, mentre que Ceret és l'única població propenca amb liceu per a cursar el batxillerat.

## Persones il·lustres
- Abdon Llabour (1797-1848), escriptor i propagandista catòlic